# Hans Prescher (Geologe)
Clemens Richard Hans Prescher (* 8. Mai 1926 in Strehla; † 29. September 1996 in Dresden) war ein deutscher Geologe und Museumsdirektor.

## Leben
Hans Prescher wurde als Sohn des Bäcker- und Konditormeisters Richard Prescher geboren. Seine Kindheit verbrachte er in Strehla und Dresden, wo er ab 1936 die Kreuzschule besuchte. Ab 1946 studierte er Geologie an der Bergakademie Freiberg, 1949 besuchte er ein Semester lang die Vorlesungen Serge von Bubnoffs an der Universität Greifswald. 1950 erwarb er in Freiberg das Diplom mit einer Arbeit über die Niederschönaer Schichten des Elbsandsteins. Auch seine Dissertation befasste sich 1954 mit diesem Thema. 1981 folgte die Habilitation an der Humboldt-Universität zu Berlin mit einer Arbeit über die Sammlungen von Johann Wolfgang von Goethe zur Mineralogie, Geologie und Paläontologie.
Nach dem Diplom begann Prescher eine Tätigkeit am Staatlichen Museum für Mineralogie und Geologie zu Dresden, dessen Direktor er 1953 wurde und bis 1984 blieb. Zum 1. März 1963 übernahm er zusätzlich die kommissarische Leitung des Instituts für Mineralogie und Geologie der Technischen Universität Dresden. In dieser Funktion wirkte er hin auf eine Verbesserung der Arbeitsbedingungen der Institutsangehörigen sowie auf eine Ergänzung des Vorlesungsangebots. Er gab diesen Posten 1965 wieder auf. Neben seinen Forschungen zur Geologie Sachsens beschäftigte er sich umfassend mit der Geschichte der Geo- und Montanwissenschaften. Er gab eine 12-bändige Ausgabe der Werke Georgius Agricolas heraus und verfasste zahlreiche Biographien über Wissenschaftler des 16. bis 20. Jahrhunderts.
Ab 1957 wirkte Prescher im „Arbeitskreis zur Erforschung der Sächsischen Schweiz“ (heute Arbeitskreis Sächsische Schweiz im Landesverein Sächsischer Heimatschutz). 1971 gründete er die Arbeitsgruppe „Geologische Naturdenkmale Sachsens“. Die Arbeitsgruppe erfasste über 500 vorgeschlagenen und bestehenden geologischen Naturdenkmale in Sachsen und machte sie über diverse Publikationen einem breiten Interessentenkreis zugänglich.
Im Jahr 1985 musste Hans Prescher aus politischen Gründen – sein Sohn hatte einen Ausreiseantrag gestellt – vorzeitig in den Ruhestand treten. Um seine Mitarbeiter zu schützen, gab er gesundheitliche Gründe vor und sprach erst nach 1989 über die wahren Umstände für sein Ausscheiden.
Für seine Verdienste um die Agricola-Forschung wurde Prescher am 26. November 1993 die Ehrendoktorwürde der Universität Basel verliehen. Am 4. Dezember 1995 wurde er mit dem Bundesverdienstkreuz geehrt.
Aus der Ehe mit Charlotte, geb. Lehnert, gingen zwei Kinder hervor.
Hans Prescher verstarb am 29. September 1996 in Dresden an einem Herzinfarkt und wurde auf dem Alten Annenfriedhof beigesetzt.

## Veröffentlichungen (Auswahl)

### Als Autor
- Die Niederschönaer Schichten der sächsischen Kreide (Dissertation, 1954)
- Sedimentpetrographische Untersuchungen oberturoner Sandsteine im Elbsandsteingebirge (1954) (urn:nbn:de:bsz:14-db-id167924518X5)
- Geologie des Elbsandsteingebirges. Eine Einführung. (1959) (Digitalisat)
- Goethes Sammlungen zur Mineralogie, Geologie und Paläontologie (1978)
- Beiträge zur Geschichte der Mineralsammlungen und des Bergbaus im 16. und frühen 17. Jahrhundert (1980)
- Georgius Agricola. Persönlichkeit und Wirken für den Bergbau und das Hüttenwesen des 16. Jahrhunderts (1985)
- Georgius Agricola – seine Zeit und ihre Spuren (1994)
- Lazarus Ercker : (1528/30 – 1594) ; Probierer, Berg- und Münzmeister in Sachsen, Braunschweig und Böhmen (1994)
- Ein halbes Jahrtausend Geowissenschaftler aus und in Sachsen (1998)

### Als Herausgeber
- Georgius Agricola: Ausgewählte Werke (12 Bände, 1956–1996, Übersetzungen Latein-Deutsch: u. a. Georg Fraustadt)
- Geologen der Goethezeit (1981)
- Leben und Wirken deutscher Geologen im 18. und 19. Jahrhundert (1985)
- Zeugnisse der Erdgeschichte Sachsens (1987)